# Googie

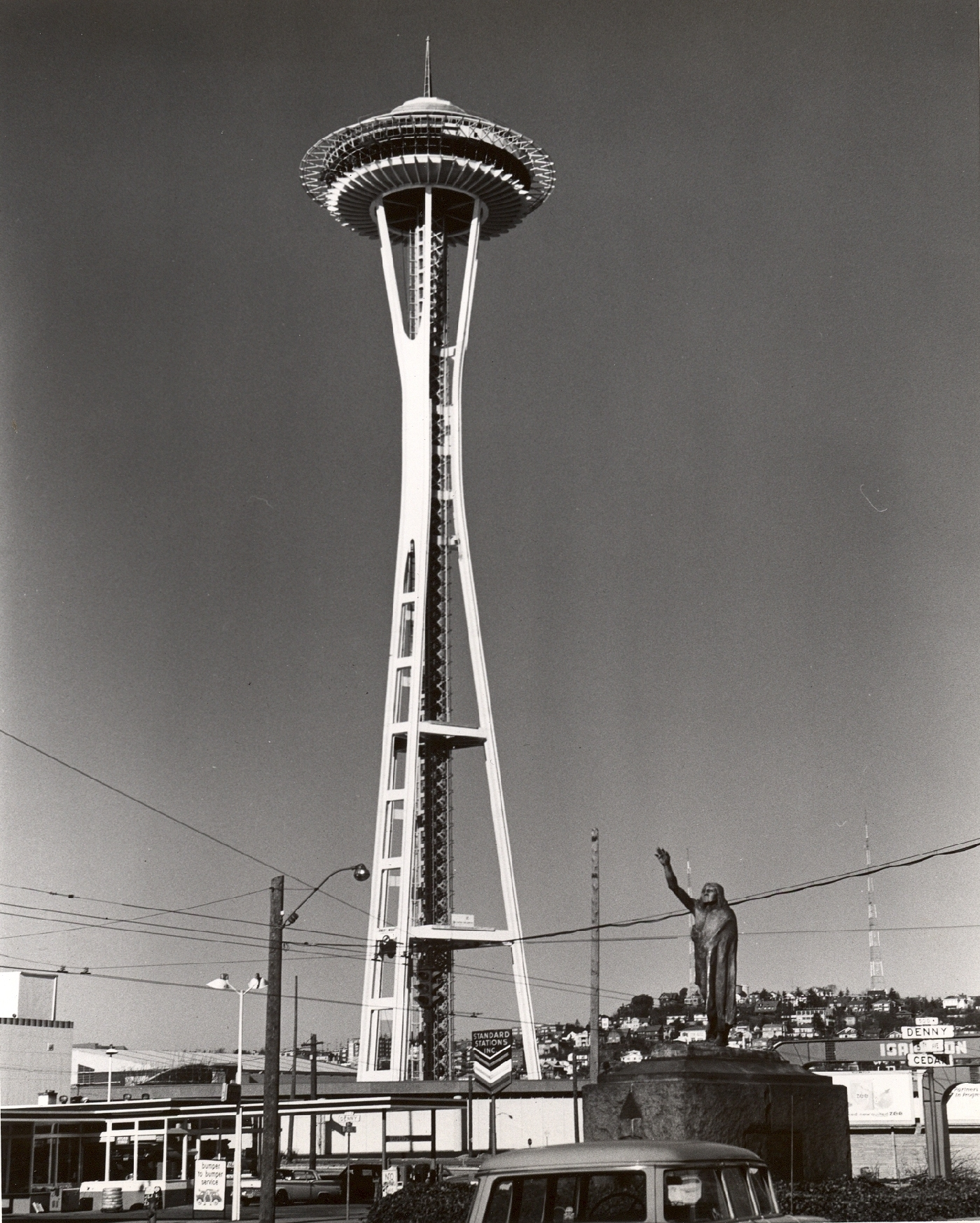
Space Needle, costruito per la Fiera Mondiale di Seattle nel 1962.

Lo stile Googie, conosciuto anche come populuxe o doo-wop, è un genere dell'architettura futuristica influenzato dalla cultura dell'automobile, dell'era spaziale e dell'era atomica, originaria del sud della California alla fine degli anni 1940 e che perdurò fino alla metà degli anni 1960. Il termine Googie deriva dall’omonimo coffee shop, non più esistente, costruito a West Hollywood all’8100 Sunset Boulevard.
Caratterizzata da tetti affilati, dalla presenza di forme geometriche e dall'uso massiccio del cristallo e del neon, decorò molti motel, caffetterie e bowling tra il 1950 e il 1970. Esemplifica lo spirito di ciò che chiedeva una generazione entusiasta davanti alla prospettiva di un futuro brillante e altamente tecnologico.
Via via che divenne chiaro che il futuro non avrebbe avuto l'aspetto profetizzato, lo stile cominciò a perdere le sue caratteristiche futuriste per assumere connotazioni atemporali. Quando passò lo stile Art Déco del decennio 1930, è rimasto svalutato, e infine molti dei suoi migliori esempi sono stati distrutti. Ciononostante, questo stile ha rappresentato una fase importante della moderna architettura degli Stati Uniti, la cui influenza è visibile in parte ancora oggi.

## "Googie"

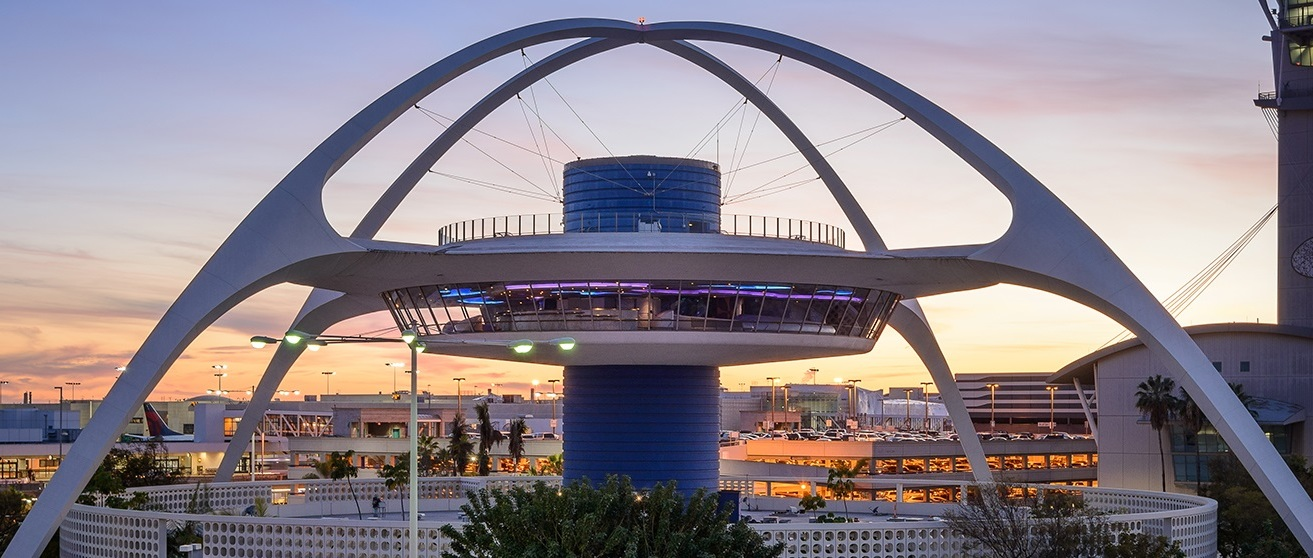
Theme Building all'aeroporto internazionale di Los Angeles

Secondo l'autore Alan Hess nel suo libro Googie: Fifties Coffee Shop Architecture, l'origine del nome Googie si può far risalire al 1949, quando l'architetto John Lautner progettò una caffetteria con il nome di "Googie's", che aveva alcune caratteristiche architettoniche distintive. Il nome "Googie" era un soprannome familiare di Lillian K. Burton, la moglie del proprietario originale, Mortimer C. Burton. Questa caffetteria era all'angolo di Sunset Boulevard e Crescent Heights a Los Angeles, ma fu demolita negli anni 1980. Secondo Hess, il nome Googie passò ad indicare uno stile architettonico un giorno in cui il professor Douglas Haskell di Yale e il fotografo architettonico Julius Shulman stavano guidando per Los Angeles. Huskell insisté per fermare l'auto dopo aver visto Googie's, e proclamò: "Questa è l'architettura Googie". Rese poi il nome popolare dopo aver scritto un artícolo in una edizione del 1952 della rivista House and Home.

## Caratteristiche

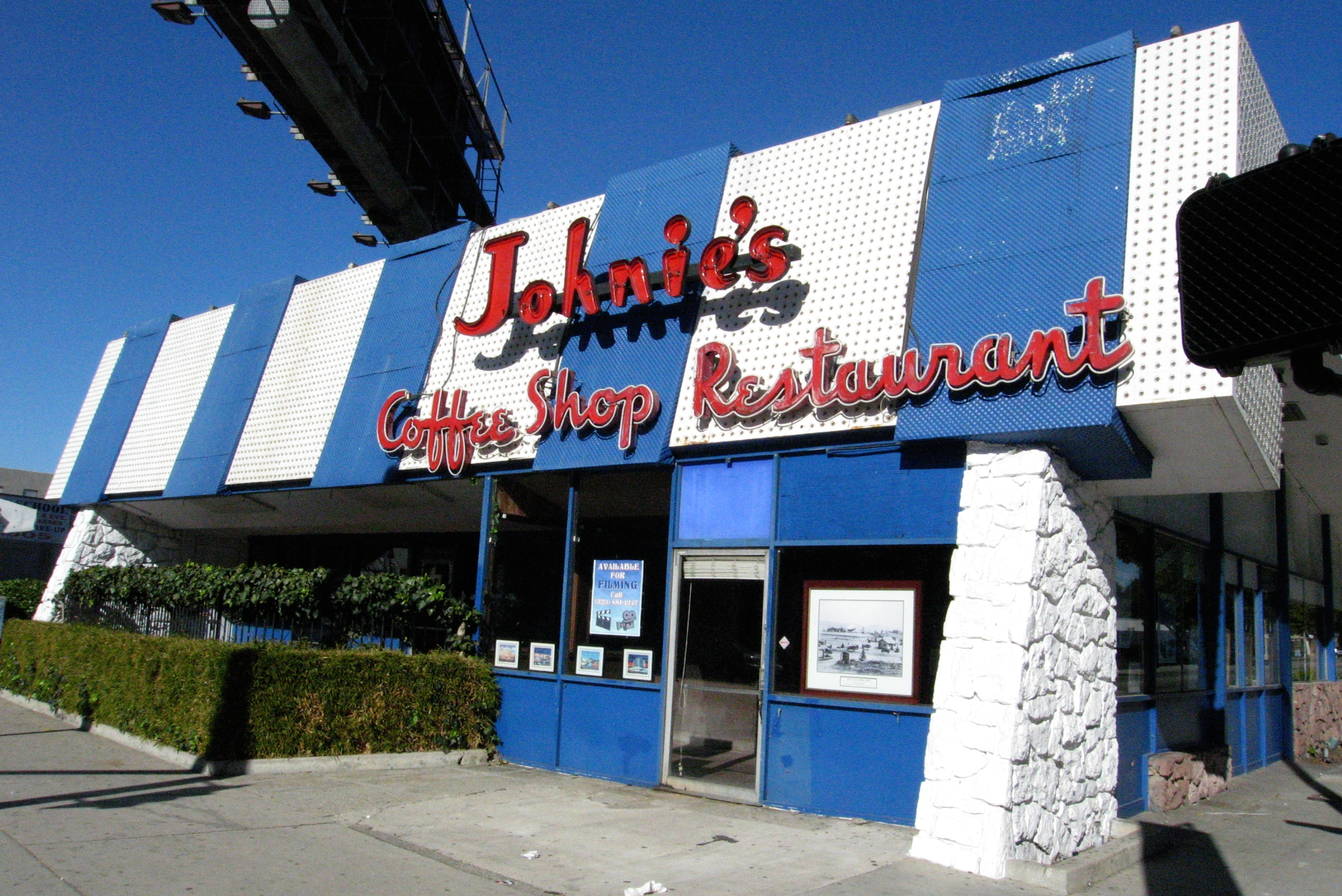
Johnie's Coffee Shop sul Wilshire Boulevard a Los Angeles.

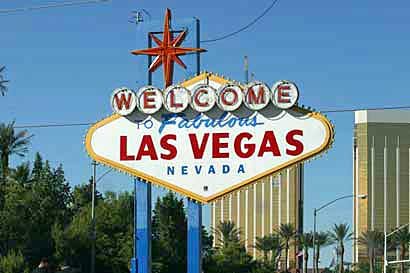
Cartello "Welcome to Fabulous Las Vegas".

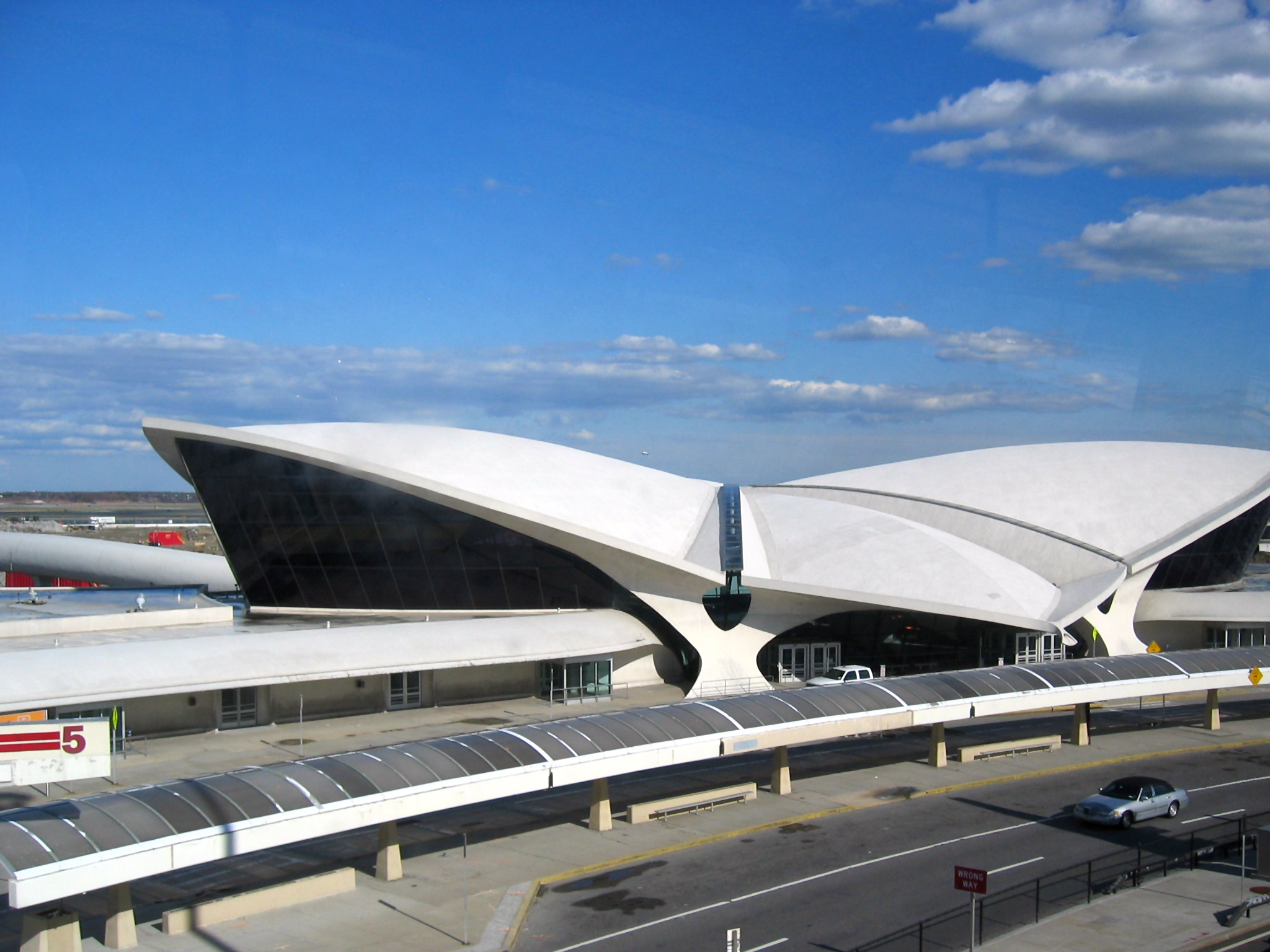
Il terminale TWA Flight Center presso l'Aeroporto Internazionale John F. Kennedy mostra l'influenza populuxe anche mentre è considerato un classico tradizionale dello spazio pubblico del Mid-Century modern

Strutture a sbalzo, angoli acuti, pannelli plastici illuminati, forme libere e ritagli con boomerang e tavolozze d'artista e pinne caudali di automobile sugli edifici contrassegnavano l'architettura Googie, il che era disprezzabile per gli architetti più influenti, seguaci del Modernismo, ma ebbe difensori durante il periodo postmodernista alla fine del XX secolo. Gli elementi comuni che generalmente distinguono Googie da altre forme di architettura sono:
- Tetti inclinati con un angolo verso l'alto: è quel particolare elemento con il quale gli architetti stavano creando una struttura esclusiva. Molte caffetterie nello stile Googie e altre strutture, hanno un tetto che sembra essere 2/3 di un angolo ottuso inverso. Un ottimo esempio di questo è il famoso, ma ormai chiuso, Johnie's Coffee Shop sul Wilshire Boulevard a Los Angeles.
- Strutture a raggiera: le raggiere (starbursts, letteralmente "esplosioni stellari") sono un ornamento comune nello stile Googie, che mostra le sue influenze dell'era spaziale o di tipo capriccioso. Forse the il più notevole esempio della raggiera appare sul cartello "Welcome to Fabulous Las Vegas", che ora è diventata famosa. Il motivo ornamentale è, come scrive Hess, a forma di "un'esplosione ad alta energia".[9] Questa forma è un esempio di motivo non utilitario in quanto la forma a stella non ha una funzione effettiva ma serve esclusivamente come elemento decorativo.

Il boomerang era un altro elemento decorativo che catturava il movimento. Era usato strutturalmente al posto di un pilastro o esteticamente come una freccia stilizzata. Hess scrive che il boomerang era una resa stilistica di un campo di energia direzionale.
Il redattore Douglas Haskell descrisse lo stile astratto di Googie, dicendo che "Se assomiglia a un uccello, questo deve essere un uccello geometrico." Inoltre, deve sembrare che gli edifici sfidino la gravità, come notava Haskell: "...ogni volta che è possibile, l'edificio deve pendere dal cielo". Il terzo principio di Haskell per Googie era che avesse più di un tema – più di un sistema strutturale. A causa del suo bisogno di farsi notare dalle automobili che passavano lungo il corso commerciale, Googie non era uno stile famoso per la sua sottigliezza.

## Influenza
L'architettura Googie si sviluppò dall'architettura futuristica dello Streamline Moderno, estendendo e reinterpretando i temi tecnologici alla luce delle nuove condizioni degli anni 1950. Mentre l'architettura degli anni 1930 era relativamente semplice, Googie abbracciò l'opulenza. Hess sostiene che la ragione di questo era che la visione del futuro degli anni 1930 era ormai diventata obsoleta verso gli anni 1950 e così l'architettura si evolse di conseguenza. Durante gli anni 1930 i treni e le automobili Lincoln Zephyr avevano rappresentato la tecnologia più avanzata, e lo Streamline Moderno riprendeva le loro forme esteriori di tipo aerodinamico, levigate e semplificate. Questa semplicità potrebbe essere il simbolo della frugalità forzata degli anni della depressione. Il Googie influenzò fortemente il Retro-futurismo. Lo stile, simile ai cartoni animati, è esemplificato correttamente nei cartoni animati de I Pronipoti (The Jetsons), e a Disneyland di Anaheim (California), si trova il Googie Tomorrowland. Googie fu anche l'ispirazione per lo stile decorativo del set del film della Pixar Gli Incredibili - Una "normale" famiglia di supereroi (The Incredibles) e la serie televisiva animata Jimmy Neutron. Le tre zone classiche del Googie furono Miami Beach, dove le strutture commerciali si ispirarono al resort di Morris Lapidus e altri progettisti di hotel, la prima fase di Las Vegas, e il sud della California, dove Richard Neutra costruì una chiesa a Garden Groove nella quale si poteva entrare in automobile.

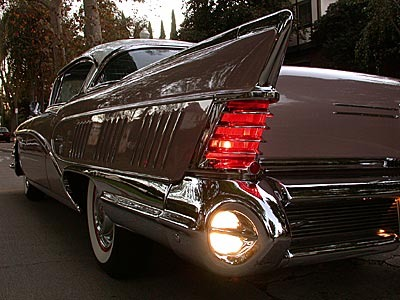
Buick del 1958
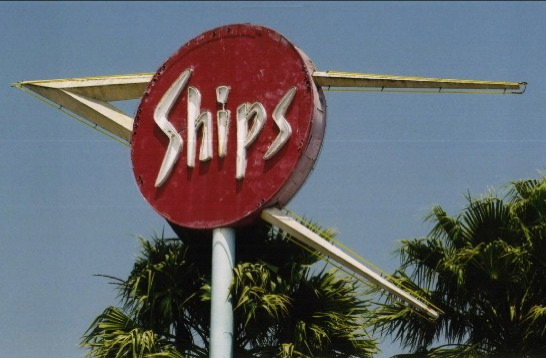
Cartello in stile Googie classico degli anni 1950 in una caffetteria di Los Angeles
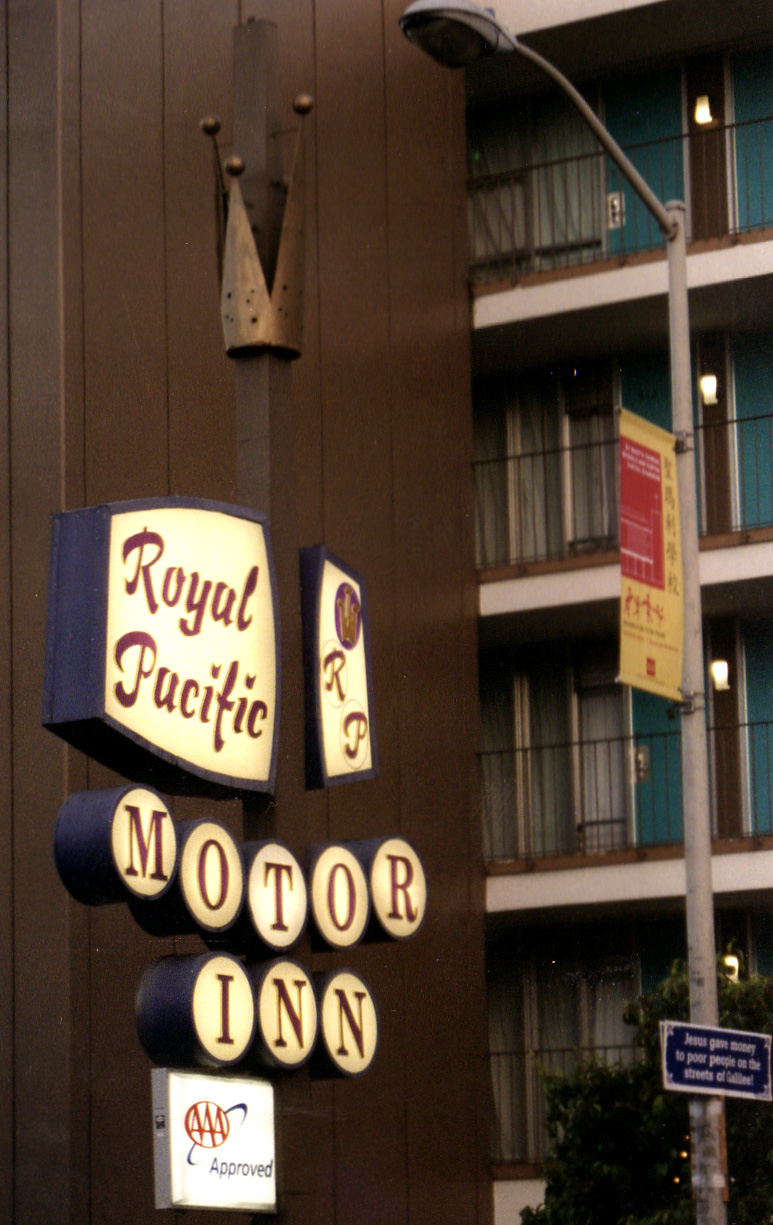
Motel Googie degli anni 1950 a San Francisco
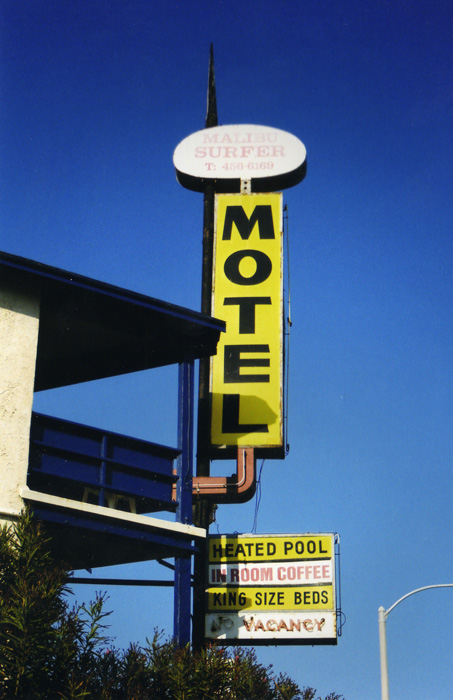
Il Malibu Surfer Motel, Malibù, California.
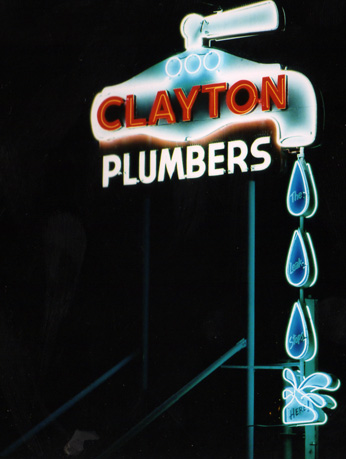
Un cartello Googie di un negozio di idraulica
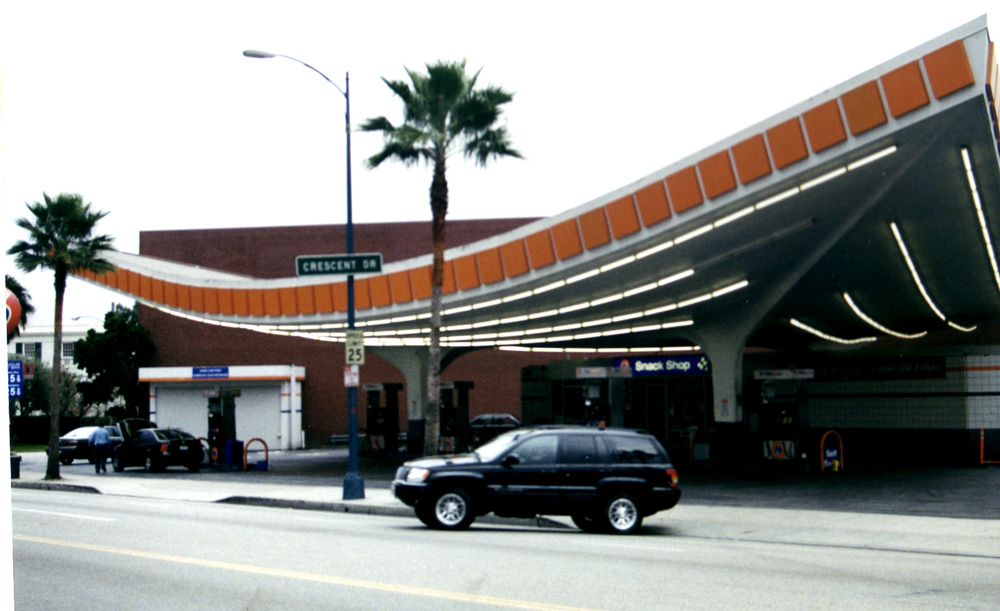
Stazione di servizio di Beverly Hills
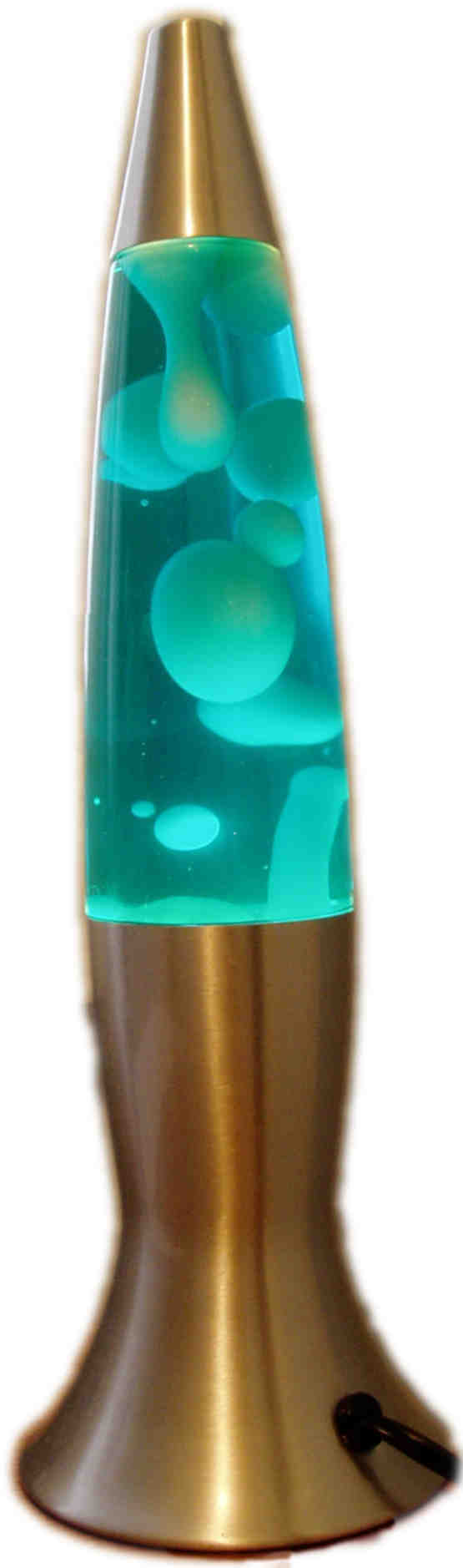
La lampada lava, commercializzata per la prima volta nel 1965, aveva inizialmente il nome di "Astro Lamp"